# Vougécourt
Vougécourt és un municipi francès situat al departament de l'Alt Saona i a la regió de Borgonya - Franc Comtat. L'any 2007 tenia 150 habitants.

## Demografia

### Població
El 2007 la població de fet de Vougécourt era de 150 persones. Hi havia 64 famílies, de les quals 20 eren unipersonals (12 homes vivint sols i 8 dones vivint soles), 20 parelles sense fills, 20 parelles amb fills i 4 famílies monoparentals amb fills.
La població ha evolucionat segons el següent gràfic:
Habitants censats

### Habitatges
El 2007 hi havia 93 habitatges, 67 eren l'habitatge principal de la família, 10 eren segones residències i 16 estaven desocupats. 85 eren cases i 6 eren apartaments. Dels 67 habitatges principals, 61 estaven ocupats pels seus propietaris, 5 estaven llogats i ocupats pels llogaters i 1 estava cedit a títol gratuït; 3 tenien dues cambres, 5 en tenien tres, 13 en tenien quatre i 46 en tenien cinc o més. 50 habitatges disposaven pel capbaix d'una plaça de pàrquing. A 23 habitatges hi havia un automòbil i a 32 n'hi havia dos o més.

### Piràmide de població
La piràmide de població per edats i sexe el 2009 era:
| Homes | Edats   | Dones |
| ----- | ------- | ----- |
| 0     | 95 o +  | 0     |
| 0     | 90 a 94 | 0     |
| 0     | 85 a 89 | 0     |
| 4     | 80 a 84 | 4     |
| 0     | 75 a 79 | 8     |
| 4     | 70 a 74 | 4     |
| 0     | 65 a 69 | 4     |
| 4     | 60 a 64 | 8     |
| 0     | 55 a 59 | 0     |
| 4     | 50 a 54 | 4     |
| 8     | 45 a 49 | 4     |
| 12    | 40 a 44 | 12    |
| 0     | 35 a 39 | 8     |
| 4     | 30 a 34 | 4     |
| 0     | 25 a 29 | 0     |
| 8     | 20 a 24 | 0     |
| 4     | 15 a 19 | 8     |
| 4     | 10 a 14 | 12    |
| 0     | 5 a 9   | 0     |
| 8     | 0 a 4   | 4     |

## Economia
El 2007 la població en edat de treballar era de 107 persones, 85 eren actives i 22 eren inactives. De les 85 persones actives 73 estaven ocupades (44 homes i 29 dones) i 12 estaven aturades (5 homes i 7 dones). De les 22 persones inactives 9 estaven jubilades, 3 estaven estudiant i 10 estaven classificades com a «altres inactius».

### Ingressos
El 2009 a Vougécourt hi havia 68 unitats fiscals que integraven 145 persones, la mediana anual d'ingressos fiscals per persona era de 17.266 €.

### Activitats econòmiques
Dels 5 establiments que hi havia el 2007, 1 era d'una empresa alimentària, 3 d'empreses de construcció i 1 d'una empresa classificada com a «altres activitats de serveis».
Els 2 serveis als particulars que hi havia el 2009 eren paletes.
L'únic establiment comercial que hi havia el 2009 era una fleca.
L'any 2000 a Vougécourt hi havia 7 explotacions agrícoles.

## Poblacions més properes
El següent diagrama mostra les poblacions més properes.